# Европейски форум на институциите за гарантиране на депозити
Европейски форум на институциите за гарантиране на депозити (на английски: European Forum of Deposit Insurers) е международна асоциация с нестопанска цел. Основан е през 2002 г., като през 2007 г. в Брюксел, Белгия е регистриран като международна асоциация с нестопанска цел съгласно белгийското законодателство. Към 2012 г. членове на EFDI са 68 схеми – схеми за гарантиране на депозити и схеми за компенсиране на инвеститори, от 44 държави.

## За EFDI
Европейският форум на институциите за гарантиране на депозити (EFDI) е основан първоначално през 2002 г. с подкрепата на Европейската комисия. Общо 25 членове-учредители решават съвместно да основат обща платформа за взаимен обмен на информация. През юни 2007 г. EFDI приема правния статут на международна асоциация с нестопанска цел съгласно белгийското законодателство със седалище в Брюксел (B-1000 Brussels, 10 Rue Montoyer, Belgium). Офисите на председателя и на секретариата на EFDI се намират на Via del Plebiscito, 102, 00186 Рим, Италия. Членовете на EFDI понастоящем възлизат на 68 институции-членове (57 схеми за гарантиране на депозитите) и асоциирани членове (11 схеми за компенсиране на инвеститорите) от общо 44 държави членки на Съвета на Европа (чл. 6 от Устава на EFDI). EFDI поддържа близки работни отношения с водещи европейски и международни организации и академични институции, и по-специално с Европейската комисия (ЕК), Европейската централна банка (ЕЦБ), Европейския банков орган (ЕБО), Световната банка (СБ), Mеждународния валутен фонд (МВФ), Европейската кръгла маса по финансови услуги, Европейската банкова федерация и Международната асоциация на институциите за гарантиране на депозити.

## Цел на EFDI
Основната цел на EFDI е да допринася за стабилността на финансовите системи чрез насърчаване на европейското и международно сътрудничество по отношение на гарантирането на депозитите, преструктурирането на кредитни институции, компенсирането на инвеститорите, както и улесняването на дискусиите и обмена на опит и информация по въпроси от общ интерес. EFDI е ангажиран и с обсъждане на регулаторни и други теми от взаимен интерес, както и с проучване на трансгранични въпроси, включително по-добро сътрудничество между европейските страни и поддържане на връзки с неевропейски схеми за гарантиране на депозитите. Дейността на EFDI също е насочена към проучване и развитие на практическото прилагане на Директивата на ЕС относно схемите за гарантиране на депозитите.
EFDI не прави обвързващи изказвания от името на своите членове. EFDI може да изразява становището на членовете си, или на членовете на някоя подгрупа, при условие, че има тяхното съгласие. Изявленията на EFDI, както и дейността му, не накърняват суверенитета на членове му.

## Европейски комитет
В рамките на EFDI е създаден Европейски комитет, състоящ се от всички членове от държавите членки на ЕС.
Европейският комитет се занимава с политиката на EFDI по отношение на законодателството на Европейския съюз относно гарантирането на депозитите, представянето на отговори или становища до Европейската комисия (или всяка друга институция на Европейския съюз или свързана с него), докладване на обсъждания на членовете си по отношение на политиката на EFDI пред Европейската комисия (или всяка друга институция на Европейския съюз или свързана с него), както и с представителството на EFDI пред Европейската комисия (или всяка друга институция на Европейския съюз или свързана с него) по отношение на политиката на EFDI.
Европейският комитет се ръководи от председателя на EFDI – Роберто Морети, (съгл. чл. 31 от Устава на EFDI). Управителният съвет на EFDI е определил Алекс Кучински за координатор на Европейския комитет.

## ПР комитет
В рамките на EFDI е създаден и ПР комитет, състоящ се от ПР експерти от всички членове на EFDI. ПР комитетът се занимава с всички комуникационни въпроси, свързани със защитата на вложителите и компенсирането на инвеститорите. Неговите основни цели са обмяна на опит, свързан с кризисните комуникации, както и повишаване на обществената информираност за схемите за гарантиране на депозитите в страните-членки на EFDI.
Управителният съвет на EFDI е определил д-р Щефан Рабе за прес-говорител на EFDI. В тази си функция, той е и председател на ПР комитета.

## Работна група на схемите за компенсиране на инвеститорите
Работната група се състои от 35 институции, от които 11 са асоциирани членове (т.е. само схеми за компенсиране на инвеститорите), а останалите 24 са едновременно схеми за гарантиране на депозитите и схеми за компенсиране на инвеститорите.
РГ на схемите за компенсиране на инвеститорите се занимава с политиката на EFDI отнасяща се до законодателството на ЕС относно схемите за компенсиране на инвеститорите. По-специално, групата следи законодателния процес на Директивата относно схемите за компенсиране на инвеститорите (97/9/ЕО) чрез организиране на срещи, обмен на мнения и искане на разяснения от Европейския парламент и представители на Комисията. Подгрупата също проследява работата на Европейската комисия и търси широко международното сътрудничество.

## Работна група за преструктуриране на кредитни институции
Работната група анализира и дава препоръки на Борда на директорите на EFDI по въпроси, отнасящи се до възстановяването и преструктурирането на проблемна банка, с цел EFDI да е в състояние да реагира на европейски и международни инициативи в тази връзка. От особено значение за членовете на EFDI е връзката между схемите за гарантиране на депозитите и фондовете за преструктуриране.

## Членство в EFDI

### Пълноправни членове
- Австрия – Deposit Protection Company of the Austrian Commercial Banks
- Австрия – Hypo-Haftungsgesellschaft mbH
- Австрия – Österreichische Raiffeisen-Einlagensicherung reg. Gen. mbH
- Австрия – Österreichischer Genossenschaftsverband Schulze – Delitzsch
- Австрия – Österreichischer Sparkassenverband
- Албания – Albanian Deposits Insurance Agency (ADIA)
- Армения – Armenian Deposit Guarantee Fund
- Азербайджан – Deposit Insurance Fund
- Белгия – Deposit and financial instrument protection fund
- Босна и Херцеговина – Deposit Insurance Agency
- България – Фонд за гарантиране на влоговете в банките (ФГВБ)
- Германия – Deposit Protection Fund
- Германия – Depositor Compensation Scheme of the Association of German Public Sector Banks GmbH
- Германия – Deposit-Protection Fund of the Association of German Public Sector Banks e.V.
- Германия – German Saving Banks Association
- Германия – National Association of German Cooperative Banks
- Германия – The German Private Commercial Banks Compensation Scheme for Investors
- Гърция – Hellenic Deposit and Investment Guarantee Fund (HDIGF)
- Дания – The Danish Guarantee Fund for Depositors and Investors managed by the Financial Stability Company
- Джърси – Finance Industry Development – Economic Development
- Естония – Guarantee Fund
- Ирландия – Irish Deposit Protection Scheme
- Исландия – Icelandic Depositors and Investor Guarantee Fund
- Испания –Deposit Guarantee Fund of Credit Institutions
- Италия – Bond Holders Guarantee Fund of Cooperative Credit Banks
- Италия – Deposit Protection Fund for Co-operative Banks
- Италия – Interbank Deposit Protection Fund
- Кипър – Deposit Protection Scheme
- Латвия – Financial and Capital Market Commission of Latvia
- Литва – Deposit and Investment Insurance
- Лихтенщайн – The Liechtenstein Bankers Association
- Люксембург – Deposit Guarantee System
- Македония – Deposit Insurance Fund
- Малта – Depositor Compensation Scheme
- Нидерландия – Collective guarantee scheme of credit institutions for repayable funds and portfolio investments
- Норвегия – Bank Guarantee Fund
- Обединеното кралство – Financial Services Compensation Scheme (FSCS)
- Полша – Bank Guarantee Fund
- Полша – TUW SKOK
- Португалия – Fundo de Garantia do Credito Agricola Mutuo
- Португалия – Deposit Guarantee Fund
- Румъния – Bank Deposit Guarantee Fund
- Русия – Deposit Insurance Agency
- Сан Марино – Central Bank of San Marino
- Словакия – Deposit Protection Fund
- Словения – Banka Slovenije
- Сърбия – Deposit Insurance Agency
- Турция – Savings Deposit Insurance Fund
- Украйна – Bank Deposit Guarantee Fund
- Унгария – National Deposit Insurance Fund of Hungary (NDIF)
- Финландия – The Deposit Guarantee Fund
- Франция – Fonds de Garantie des Dépôts – FGD – (Deposit Guarantee and Investors Guarantee Fund)
- Хърватия – State Agency for Deposit Insurance and Bank Rehabilitation
- Черна гора – Deposit Protection Fund
- Чешка република – Deposit Insurance Fund
- Швеция – Deposit Guarantee Board
- Швейцария – Deposit Protection of Swiss Banks and Securities Dealers

### Асоциирани членове
- България – Фонд за компенсиране на инвеститорите
- Ирландия – The Investor Compensation Company Limited
- Италия – National Guarantee Fund
- Норвегия – Norwegian Investor Compensation Scheme
- Португалия – Investor compensation scheme
- Румъния – Investor Compensation Fund
- Турция – Turkish Investor Compensation Scheme
- Унгария – Investor Protection Fund
- Финландия – The Finnish Deposit Guarantee Fund – Federation of Finnish Financial Services
- Хърватия – Central Depository & Clearing Company Inc.
- Чешка република – Garanční fond obchodníků s cennýmipapíry

### Наблюдатели
- Банка за международни разплащания
- Европейски банков орган
- Европейска кръгла маса по финансови услуги
- Европейска банка за възстановяване и развитие
- Европейска банкова федерация
- Европейска централна банка
- Европейска комисия
- Европейска комисия – Съвместен център за изследвания
- Международна асоциация на институциите за гарантиране на депозити
- Международен валутен фонд
- Световна банка
- Световен институт на спестовните банки /Европейска група на спестовните банки

## Борд на директорите на EFDI
- Председател: Роберто Морети (Италия)
- Зам.-председател: Дирк Купе (Германия)
- Почетен председател: Сюзан МакКарти (Обединеното кралство)
- Ковчежник: Хелмут Щарнбахер (Австрия)

Други членове на Борда:
- Андраш Фекете-Дьор (Унгария)
- Франсоа дьо Лакост Лареймонди (Франция)
- Андрей Пехтерев (Русия)
- Патрик Льоб (Швейцария)

Председател на Европейския комитет на EFDI: Роберто Морети (Италия)
Координатор на Европейския комитет на EFDI: Алекс Кучински (Обединено кралство)
Председател на РГ на схемите за компенсиране на инвеститорите: Дирк Купе (Германия)
Координатор на РГ на схемите за компенсиране на инвеститорите: Йохана Палин (Финландия)
Прес-говорител: д-р Шефан Рабе (Германия)
Секретариат: Дебора Поли (Италия)